# ニンテンドーDSiカメラ
『ニンテンドーDSiカメラ』（ニンテンドーディーエスアイカメラ）は、任天堂の携帯型ゲーム機であるニンテンドーDSi（以下DSi）に搭載されているカメラを利用して、写真を撮影したり、撮った写真を編集できる、DSi内蔵のソフトである。

## 概要
11種類のカメラモードがあり、様々な写真を撮ったり編集することができる。
撮ったり編集したりした写真は、本体内蔵メモリやSDメモリーカード・SDHCメモリーカードに保存する。保存された写真はJPEG形式で、サイズは640×480ピクセル。一部のニンテンドーDSiウェアでは保存された写真を利用することが出来る。
また、DSワイヤレス通信を利用して、他のDSiに画像を送信・受信することが出来る。かつて、インターネットに接続してSNSサイト「Facebook」に直接画像をアップロードする機能（本体バージョン「Ver.1.4J」以降対応）があったが、2014年1月30日10:00をもって終了した。
なお、DSiで撮影・編集したもの以外の画像は読み込むことができない。また、DSiで撮影・編集したものであっても、パソコンや携帯電話などの外部の機器で編集してしまうとDSiで読み込めなくなる。

### カメラモード
カメラモードはいくつか用意されており、撮影するときに選べる。
撮影したアルバムの写真を「あそぶ」時にも、カメラモードを選べるが、その時は「ふつうのカメラ」と「フレームカメラ」を使うことはできない。
ふつうのカメラ
エフェクトをかけないで撮る。
ゆがみカメラ
写真をゆがませて撮る。
らくがきカメラ
タッチペンで写真にらくがきをする。
色つけカメラ
最初はモノクロになり、タッチしたところに色がつく。
色かえカメラ
タッチしたところの色が変わる。
かがみカメラ
万華鏡のようになる。
いたずらカメラ
顔認識システムをつかって、顔にいたずらをする。
表情カメラ
顔認識システムをつかって、顔の表情を変える。認識した顔をゆがませることによって表情が変わったように見える。
顔合成カメラ
顔認識システムをつかって、別々に撮影した2人の顔を合成して遊ぶ。
似てる度カメラ
顔認識システムをつかって、同時に撮影した2人の顔がどれだけ似ているか診断できる。似てる度は画像ファイルに合成されて保存される。
フレームカメラ
フレームをつけて撮る。自分でフレームを作ることができる。

## 撮影可能枚数

### 本体
フレームと写真合わせて約400枚（撮る写真により変動する）。

### SDカード
フレームと写真合わせて最大3000枚（撮る写真により変動する）。
SDカードの容量が少ない場合は最大枚数の上限が変動するが、容量が大きいSDカードを使っても3000枚までしか撮影できない。

## 上手に撮影をする方法
以下の点を注意すればうまく撮影できる場合がある。

### 顔を撮る写真
顔を使って撮るもの（いたずらカメラ、表情カメラ、顔合成カメラ、似ている度カメラ）の場合、次のことを注意すると、認識されやすくなる。
1. 明るいところで撮影する
2. 顔を傾けない（正面を向いて撮影する）

## 対応ソフト
各ソフト名の行末の記号は、以下を意味する。
◎：ニンテンドーDSi専用（3DS共用）ソフト
○：ニンテンドーDS/ニンテンドーDSi/ニンテンドー3DS両対応ソフト
■:ニンテンドーDSiウェア専用 ソフト

### 2008年
- 12月24日 うつすメイドインワリオ（任天堂）■
- 12月24日 東北大学加齢医学研究所川島隆太教授監修 ちょっと脳を鍛える大人のDSiトレーニング 文系編（任天堂）■
- 12月24日 東北大学加齢医学研究所川島隆太教授監修 ちょっと脳を鍛える大人のDSiトレーニング 理系編（任天堂）■

### 2009年
- 4月1日 フォトスタンド付き バンブラDXラジオ（任天堂）■
- 4月22日 あつめる笑顔帳（任天堂）■
- 4月22日 いつでもプリクラ☆キラデコプレミアム（任天堂）■
- 5月27日 ちょっとマジック大全 念写カメラ（任天堂）■
- 6月24日 リアルサッカー2009（ゲームロフト）■
- 8月5日 写して実感!ダイエットメモ（バンダイナムコゲームス）■
- 8月27日 あのね♪DS（スリー・テン）○　通信販売限定 ※CERO表示無し。
- 9月9日 今日からはじめるフェイスニング 顔トレミニ1 すっきり小顔コース（任天堂）■
- 9月9日 今日からはじめるフェイスニング 顔トレミニ2 ステキな笑顔コース（任天堂）■
- 9月9日 今日からはじめるフェイスニング 顔トレミニ3 若々しい顔コース（任天堂）■
- 9月9日 今日からはじめるフェイスニング 顔トレミニ4 目と口の健康コース（任天堂）■
- 9月9日 今日からはじめるフェイスニング 顔トレミニ5 顔のリフレッシュコース（任天堂）■
- 9月17日 THE IDOLM@STER Dearly Stars（バンダイナムコゲームス）○
- 10月1日 キャラチェンコ（インターチャネル）○
- 11月5日 リカちゃんDS もっと! おんなのこレッスン オシャレ・おしごと・お手伝いだいすき!（タカラトミー）○
- 11月19日 モンスターファインダー（アルファ・ユニット）◎
- 12月3日 キラキラリズムコレクション（サンタエンタテイメント）○
- 12月3日 新「脳強」育（マーベラスエンターテイメント）○
- 12月3日 パワプロクンポケット12（コナミデジタルエンタテインメント）○

### 2010年
- 1月7日 アバター THE GAME（ユービーアイソフト）○
- 3月11日 RPGツクールDS（エンターブレイン）○
- 4月29日 コスメちっく☆パラダイス 〜キレイのマホウ〜（GAE）○
- 6月19日 絵心教室DS（任天堂）○
- 7月1日 マミートークDS（インテリジェントデザイン）○
- 7月1日 エルミナージュII DS REMIX〜双生の女神と運命の大地〜（スターフィッシュ・エスディ）○
- 9月18日 ポケットモンスター ブラック（ポケモン・任天堂 / DSiレシラム・ゼクロムエディションあり (ホワイト)）○
- 9月18日 ポケットモンスター ホワイト（ポケモン・任天堂 / DSiレシラム・ゼクロムエディションあり (ブラック)）○
- 10月14日 財団法人日本漢字能力検定協会協力 漢検DSトレーニング（アイイーインスティテュート）○
- 10月28日 Solatorobo それからCODAへ（バンダイナムコゲームス、コレクターズエディションあり）○
- 11月17日 じぶんでつくる ニンテンドーDS ガイド（任天堂）○
- 11月25日 極上!!めちゃモテ委員長MMマイベストフレンド!（コナミデジタルエンタテインメント）○
- 11月25日 パワプロクンポケット13（コナミデジタルエンタテインメント）○
- 12月15日 母子手帳DS with "赤ちゃんマッサージ"（甲南電機製作所）○ - ベビーザらス及び通販専売

### 2011年
- 4月14日 コスメちっく☆パラダイス〜プリンセスライフ〜（GAE）○
- 8月4日 カーズ2（ディズニー・インタラクティブ・スタジオ）○
- 12月1日 パワプロクンポケット14（コナミデジタルエンタテインメント）○
- 12月15日 RPGツクールDS+（角川ゲームス）○

### 2012年
- 6月23日 ポケットモンスター ブラック2（ポケモン・任天堂）○
- 6月23日 ポケットモンスター ホワイト2（ポケモン・任天堂）○